# Lilla Tråget
Lilla Tråget (engelska: Little Toot) är en Disneyserie, som bygger på en av kortfilmerna i Jag spelar för dig från 1948, vilken i sig bygger på en barnbok av Hardie Gramatky från 1939. Lilla Tråget är en bogserbåt i New Yorks hamn, som dock inte vill bogsera, utan istället leka och busa. Lilla Tråget hamnar dock ute på öppet hav, där han måste undsätta en stor oceanångare.
Serien om Lilla Tråget har publicerats i Kalle Anka & C:o.